# Gabriel Altmann
Gabriel Altmann (ur. 24 maja 1931 w Poltárze, zm. 2 marca 2020 w Lüdenscheid) – słowacki językoznawca, indonezysta i japonista. Specjalizował się w lingwistyce kwantytatywnej.  Do jego zainteresowań naukowych należały ilościowa analiza języków i tekstów ze szczególnym uwzględnieniem zagadnień fonetycznych/fonologicznych oraz ilościowe badania struktur poetyckich i rymowych.
Był tłumaczem literatury malajskiej i indonezyjskiej. Publikował również w języku niemieckim.

## Życiorys
W 1951 roku ukończył szkołę średnią. Później został absolwentem Uniwersytetu Karola w Pradze, gdzie studiował indonezystykę i japonistykę (1953–1958). Po uzyskaniu doktoratu habilitował się w Czechosłowackiej Akademii Nauk (1964) na podstawie pracy Kvantitativne štúdie indonezistiky.
Przez osiem lat (1960–1968) pracował w Instytucie Orientalistyki Słowackiej Akademii Nauk. W latach 1970–1996 był profesorem językoznawstwa matematycznego na Uniwersytecie Ruhry w Bochum. W 1996 r. przeszedł na emeryturę.
Był założycielem serii wydawniczej „Glottometrika a Quantitative Linguistics” oraz redaktorem naczelnym czasopisma „Journal of Quantitative Linguistics”. W 1992 roku został uhonorowany złotą odznaką Josefa Dobrovskiego, przyznaną przez Akademię Nauk Republiki Czeskiej. Ogłoszono festschrift z okazji jego sześćdziesiątych urodzin.

## Wybrana twórczość
- Statistik für Linguisten (1980) ISBN 3-883-39151-4
- Wiederholungen in Texten (1988) ISBN 3-883-39663-X
- Thesaurus of univariate discrete probability distributions (współautorstwo, 1999) ISBN 3-877-73025-6
- Úvod do analýzy textov (współautorstwo, 2003) ISBN 80-224-0756-9
- Unified Modeling of Length in Language (współautorstwo, 2014) ISBN 978-3-942303-26-2
- Unified Modeling of Diversification in Language (2018) ISBN 978-3-942303-63-7

### Tłumaczenia
- Príbehy figliara kančila (1962)[9]
- Vysoký je banánovník. Malajské pantuny (1967)[10]
- Príbehy Hang Tuaha (1969)[11]